# Yamatotakada
Yamatotakada  (大和高田市, Yamatotakada-shi) is een stad in de prefectuur Nara op het Japanse eiland Honshu. De stad heeft een oppervlakte van 16,49 km² en had in juni 2009 68.729 inwoners. 
Steden met de naam "Takada" (lett. hoog gelegen akker/rijstveld) zijn er vele in Japan. De naam van de stad heeft daarom als voorvoegsel "Yamato", naar de voormalige provincie die globaal overeenkomt met de moderne prefectuur Nara.

## Geschiedenis
De regio waar Yamatotakada wordt al bewoond sinds de oude steentijd, en ook de landbouw in het vruchtbare Nara bekken gaat tot de oudheid terug. Grote sleutelgatvormige grafheuvels van rond de vijfde eeuw zijn te vinden in het noordwestelijke deel van de stad.
In de middeleeuwen werd het gebied bestuurd door een plaatselijke samoerai-familie, maar de heer van Takada werd in 1580 vermoord door een vazal van de machtige daimyo Oda Nobunaga. Later ontwikkelde de stad zich als regionale markt met een grote boeddhistische tempel in het centrum.
Met de komst van de westerse industrie naar Japan werd aan het eind van de 19e eeuw in Yamatotakada  een moderne spinnerij gebouwd. Sindsdien is de stad uitgegroeid tot een centrum van de moderne textielindustrie.
Yamatotakada  werd een stad (shi) op 1 januari 1948. 

## Verkeer
Yamatotakada  ligt aan de Osaka-lijn en de Minami-Osaka-lijn van Kintetsu (近畿日本鉄道株式会社, Kinki Nippon Tetsudō) en aan de Sakurai-lijn en de Wakayama-lijn van West Japan Railway Company.
Yamatotakada  ligt aan de volgende autowegen :
- Autoweg 24 (richting Kyoto en Wakayama)
- Autoweg 165
- Autoweg 166
- Autoweg 168 (richting Hirakata in de prefectuur Osaka en richting Shingū)

## Stedenband
Yamatotakada   heeft een stedenband met
- Lismore, New South Wales, Australië, sinds 1963